# Danny Kingston
Danny Kingston, właśc. Daniel Kingston (ur. 12 lutego 1973) – brytyjski judoka. Olimpijczyk z Atlanty 1996, gdzie zajął dwudzieste pierwsze miejsce (odpadł w 1/16) w kategorii 71 kg. Piąty na mistrzostwach świata w 1995 i siódmy w 1993. Dwukrotny medalista mistrzostw Europy; złoto w 1996 roku.
Na turnieju olimpijskim w Atlancie w 1996 pokonał Sergeya Kolesnikova z Rosji i przegrał z Jimmym Pedro z USA.